# Salix myrtillacea
Salix myrtillacea — вид квіткових рослин із родини вербових (Salicaceae).

## Морфологічна характеристика
Це кущ. Гілочки тьмяно-пурпурно-червоні чи сірувато-чорні, голі, блискучі. Листкова ніжка коротка; листкова пластинка зворотно-яйцювато-видовжена чи зворотно-ланцетна, рідше зворотно-яйцювато-еліптична, 3–6 × 1–2 см, гола, абаксіально (низ) зеленувата, край зубчастий, верхівка загострена. Сережки сидячі, 2–3 × 1–1.3 см. 2n = 76.

## Середовище проживання
Китай, Індійські Гімалаї, Бутан, М'янма, Непал, Пакистан, Тибет. Населяє гірські схили, узбережжя річок; на висотах 2700–4800 метрів.